# Commission internationale de navigation aérienne
La Commission Internationale de navigation aérienne, CINA (en anglais : International Commission for Air Navigation ou ICAN), est une organisation internationale instituée par la convention de Paris d'octobre 1919 qui fut le précurseur de l'actuelle Organisation de l'aviation civile internationale (OACI). Son rôle était d'établir des normes internationales permettant de gérer la navigation aérienne. La CINA fut vraiment active de 1922 à 1939, mais ne disparut qu'en 1947 quand elle fut définitivement remplacée par l'OACI.

## Histoire
En mars 1919, une Commission de l'aéronautique de la conférence de la Paix fut constituée à l'initiative du président Clemenceau qui rallia à son idée ses principaux alliés et associés, le président Wilson (États-Unis), Alfred Milner (Royaume-Uni) et Vittorio Emanuele Orlando (Italie). En moins de quatre mois, la Commission et ses sous-commissions militaire, technique et juridique, élabora la Convention portant réglementation de la navigation aérienne qui fut signée à Paris le 13 octobre 1919 et qui fait partie des traités, protocoles et conventions du congrès de la Paix (1919-1920). 
La Commission internationale de navigation aérienne fut instituée par l'article 34 de la convention de Paris. 
En attendant l'entrée en vigueur de cette convention, les gouvernements alliées conclurent différents traités bilatéraux tandis qu'à Paris, une Commission de l'aéronautique de la Conférence des ambassadeurs se préoccupait de l'entrée en vigueur de la Convention aérienne du 13 octobre 1919 et adoptait un protocole d'amendement le 1er mai 1920. Le rapporteur de cette commission en était le représentant de la France, le capitaine Roper. 
La convention entra en vigueur le 11 juillet 1922. Elle était alors signée par quatorze États. Lors de la première session qui se tint à Paris sous la présidence de Raymond Poincaré, alors président du Conseil des ministres, celui-ci précisa le rôle que la Commission devait jouer dans l'avenir et insista sur son caractère innovant en matière de droit international car il donnait à la Commission le pouvoir de prendre à la majorité des décisions s'imposant aux États contractants. Il conclut son intervention en ces termes : « En l'accomplissant [votre tâche], vous aurez bien mérité du monde par l'aide que vous aurez apportée à l'une des formes les plus saisissantes du progrès de l'humanité ».

## Attributions et pouvoirs
Les attributions que la CINA tient de la convention étaient notamment les suivantes :
- Régler toutes les questions intéressant la navigation aérienne : certificats de navigabilité, marques portées sur les aéronefs, livres de bord, cartes aéronautiques, brevets de navigateurs, problèmes douaniers, transmissions météorologiques ;
- Trancher les différends qui s'élèveraient entre États sur ces problématiques ;
- Développer les accords internationaux dans le domaine dévolu ;
- Centraliser et communiquer aux États contractants les informations de toute nature concernant la navigation aérienne internationale ;
- Centraliser et communiquer aux États contractants tous les renseignements d'ordre radiotélégraphique, météorologique et médical, intéressant la navigation aérienne ;
- Assurer la publication de cartes pour la navigation aérienne.

Les pouvoirs de la Commission étaient très étendus : elle devait examiner toute proposition d'amendement à apporter aux articles de la Convention; aucune demande de modification ne pouvait être prise en considération, quelle que soit son origine, sans qu'elle ne l'ait discutée.

## Fonctionnement
La Commission se réunissait au début trois fois, puis deux fois, et à partir de 1930, une fois par an.
Le président était nommé au début de chaque session par la Commission.
Seul le secrétariat était permanent. Il avait le pouvoir de convoquer dans les intervalles des sessions, les huit sous-commissions techniques (exploitation, radio, météo, cartographique, médicale, matériel, douanière, normalisation) et la sous-commission juridique chargée d'étudier les questions portées à l'ordre du jour et de présenter des rapports à la Commission.
La CINA devait en outre à travailler en liaison étroite avec d'autres organismes internationaux s'intéressant à la navigation aérienne : Société des Nations, Conférence de droit privé aérien, Association internationale du trafic aérien (AITA), Fédération aéronautique internationale, Conférence des télécommunications, Union postale universelle, Organisation météorologique internationale, Office international d'hygiène publique, Chambre de commerce internationale. Son secrétaire général la représentait aux sessions de ces organisations où il était chargé de défendre les intérêts généraux de l'aviation.
Son siège était situé avenue d'Iéna à Paris.
Son unique secrétaire général fut le représentant français, Albert Roper, qui ensuite devint secrétaire général de l'Organisation de l'aviation civile internationale (OACI).

## Activité
De 1922 à 1947, la CINA a tenu 29 sessions, amendant progressivement les annexes de la convention de 1919 pour tenir compte de l'expérience acquise et des progrès de la technique aéronautique. Elle traita plus de 250 questions, adopta plus de 1200 résolutions, la plupart à l'unanimité, sans que ses décisions aient soulevé un seul conflit.
En 1939, elle comptait 33 États membres répartis sur les cinq continents, sur un total d'une cinquantaine d'États souverains dans le monde à cette époque, alors que les transports aériens internationaux en étaient encore à leurs prémices. 
Toutefois quelques grands pays n'avaient pas adhéré à la convention de Paris tout en appliquant la plupart de ses principes directeurs : l'Allemagne (sur le point d'adhérer en 1939), l'URSS (fermée au trafic aérien), la Chine, les États-Unis, le Mexique et le Brésil.
Durant l'occupation, la CINA fonctionna à mi-temps. Le secrétaire général, Albert Roper, avait du en faire reconnaitre le caractère international pour que les bureaux puissent rouvrir le 1er mars 1941, l'armée allemande ayant apposé sur l'immeuble une pancarte : « interdit de pénétrer ».
La convention de Chicago du 7 décembre 1944 institua une Organisation civile internationale (OACI) dont le siège serait à Montréal (Canada). Albert Roper en fut désigné secrétaire général. Il continua à assurer le secrétariat de la CINA qui, de facto, tomba en désuétude, jusqu'à la disparition de celle-ci. Sa liquidation fut terminée le 31 décembre 1947.